# WCW世界タッグチーム王座
WCW世界タッグチーム王座（WCW World Tag Team Championship）は、かつてのプロレス団体WCWが認定していたタッグチーム王座。WWF世界タッグチーム王座に統一された。

## 歴史
もともとは1975年1月29日にジム・クロケット・プロモーションズ（JCP）が創設したミッドアトランティック版NWA世界タッグチーム王座であった。1991年にJCPがテッド・ターナーに買収され、WCWに変わったのに伴い、WCW世界タッグチーム王座に改称された。しかし、1992年にテリー・ゴディ & スティーブ・ウィリアムス組がトーナメントを制してNWAタッグチーム王座を獲得するまでNWAから認められていなかった。以降はWCWのNWA脱退まで統一王座としてタイトルマッチが行われていた。
2001年にWCW崩壊。そしてWCWがWWFに買収されたことにより、WWFのタイトルとなったが、11月18日にWWF世界タッグチーム王座と統一された。

## 歴代王者

### NWA時代
| レスラー                                                                         | 戴冠回数 | 戴冠日付       | 番組                                     | 試合形式     |
| -------------------------------------------------------------------------------- | -------- | -------------- | ---------------------------------------- | ------------ |
| ミネソタ・レッキング・クルー (ジン・アンダーソン & オレイ・アンダーソン)         | 1        | 1975年1月29日  |                                          |              |
| ポール・ジョーンズ & ワフー・マクダニエル                                        | 1        | 1975年5月15日  |                                          |              |
| ミネソタ・レッキング・クルー (ジン・アンダーソン (2) & オレイ・アンダーソン (2)) | 2        | 1975年6月11日  |                                          |              |
| ルーファス・R・ジョーンズ & ワフー・マクダニエル (2)                             | 1        | 1976年1月27日  |                                          |              |
| ミネソタ・レッキング・クルー (ジン・アンダーソン (3) & オレイ・アンダーソン (3)) | 3        | 1976年2月3日   |                                          |              |
| ディノ・ブラボー & ミスター・レスリング                                          | 1        | 1976年5月5日   |                                          |              |
| ミネソタ・レッキング・クルー (ジン・アンダーソン (4) & オレイ・アンダーソン (4)) | 4        | 1976年6月28日  |                                          |              |
| リック・フレアー & グレッグ・バレンタイン                                        | 1        | 1976年12月26日 |                                          |              |
| ミネソタ・レッキング・クルー (ジン・アンダーソン (5) & オレイ・アンダーソン (5)) | 5        | 1977年5月8日   |                                          |              |
| ダスティ・ローデス & ディック・スレーター                                        | 1        | 1977年9月23日  |                                          |              |
| ミネソタ・レッキング・クルー (ジン・アンダーソン (6) & オレイ・アンダーソン (6)) | 6        | 1977年10月14日 |                                          |              |
| リック・フレアー (2) & グレッグ・バレンタイン (2)                                | 2        | 1977年10月30日 |                                          |              |
| ポール・ジョーンズ (2) & リッキー・スティムボート                                | 1        | 1978年4月23日  |                                          | トーナメント |
| バロン・フォン・ラシク & グレッグ・バレンタイン (3)                              | 1        | 1978年6月7日   |                                          |              |
| ポール・オーンドーフ & ジミー・スヌーカ                                          | 1        | 1978年12月26日 |                                          |              |
| ポール・ジョーンズ (3) & バロン・フォン・ラシク (2)                              | 1        | 1979年4月28日  |                                          |              |
| リック・フレアー (3) & ブラックジャック・マリガン                                | 1        | 1979年8月8日   |                                          |              |
| ポール・ジョーンズ (4) & バロン・フォン・ラシク (3)                              | 2        | 1979年8月22日  |                                          |              |
| リッキー・スティムボート (2) & ジェイ・ヤングブラッド                            | 1        | 1979年10月24日 |                                          |              |
| レイ・スティーブンス & グレッグ・バレンタイン (4)                                | 1        | 1980年3月29日  |                                          |              |
| リッキー・スティムボート (3) & ジェイ・ヤングブラッド (2)                        | 2        | 1980年5月10日  |                                          |              |
| レイ・スティーブンス (2) & ジミー・スヌーカ (2)                                  | 1        | 1980年6月22日  |                                          |              |
| ポール・ジョーンズ (5) & マスクド・スーパースター                                | 1        | 1980年11月27日 |                                          |              |
| イワン・コロフ & レイ・スティーブンス (3)                                        | 1        | 1981年2月22日  |                                          |              |
| ポール・ジョーンズ (6) & マスクド・スーパースター (2)                            | 2        | 1981年3月22日  |                                          |              |
| ミネソタ・レッキング・クルー (ジン・アンダーソン (6) & オレイ・アンダーソン (6)) | 7        | 1981年5月1日   |                                          |              |
| オレイ・アンダーソン (8) & スタン・ハンセン                                      | 1        | 1982年2月28日  |                                          | トーナメント |
| ドン・カヌードル & サージェント・スローター                                      | 1        | 1982年9月12日  |                                          | トーナメント |
| リッキー・スティムボート (4) & ジェイ・ヤングブラッド (3)                        | 3        | 1983年3月22日  |                                          |              |
| ジャック・ブリスコ & ジェリー・ブリスコ                                          | 1        | 1983年6月18日  |                                          |              |
| リッキー・スティムボート (5) & ジェイ・ヤングブラッド (4)                        | 4        | 1983年10月3日  |                                          |              |
| ジャック・ブリスコ (2) & ジェリー・ブリスコ (2)                                  | 2        | 1983年10月21日 |                                          |              |
| リッキー・スティムボート (6) & ジェイ・ヤングブラッド (5)                        | 5        | 1983年11月24日 | Starcade 1983                            |              |
| ドン・カヌードル (2) & ボブ・オートン・ジュニア                                  | 1        | 1984年1月8日   |                                          | トーナメント |
| ワフー・マクダニエル (3) & マーク・ヤングブラッド                                | 1        | 1984年3月4日   |                                          |              |
| ジャック・ブリスコ (3) & ジェリー・ブリスコ (3)                                  | 3        | 1984年4月4日   |                                          |              |
| ワフー・マクダニエル (4) & マーク・ヤングブラッド (2)                            | 2        | 1984年5月5日   |                                          |              |
| ドン・カヌードル (3) & イワン・コロフ (2)                                        | 1        | 1984年5月8日   |                                          |              |
| マニー・フェルナンデス & ダスティ・ローデス (2)                                  | 1        | 1984年10月20日 |                                          |              |
| イワン・コロフ (3) & ニキタ・コロフ                                              | 1        | 1985年3月18日  |                                          | 3Way         |
| ロックンロール・エクスプレス (ロバート・ギブソン & リッキー・モートン)           | 1        | 1985年7月9日   |                                          |              |
| イワン・コロフ (4) & ニキタ・コロフ (2)                                          | 2        | 1985年10月13日 |                                          |              |
| ロックンロール・エクスプレス (ロバート・ギブソン (2) & リッキー・モートン (2))   | 2        | 1985年11月28日 | Starcade 1985                            |              |
| ミッドナイト・エクスプレス (デニス・コンドリー & ボビー・イートン)               | 1        | 1986年2月2日   | Superstars on the Superstation           |              |
| ロックンロール・エクスプレス (ロバート・ギブソン (3) & リッキー・モートン (3))   | 3        | 1986年8月16日  |                                          |              |
| マニー・フェルナンデス (2) & リック・ルード                                      | 1        | 1986年12月6日  | World Championship Wrestling             |              |
| ロックンロール・エクスプレス (ロバート・ギブソン (4) & リッキー・モートン(4))    | 4        | 1987年5月26日  |                                          |              |
| アーン・アンダーソン & タリー・ブランチャード                                    | 1        | 1987年9月29日  | NWA Pro Wrestling                        | ノーDQ       |
| レックス・ルガー & バリー・ウインダム                                            | 1        | 1988年3月27日  | Clash of the Champions Ⅰ                 |              |
| アーン・アンダーソン (2) & タリー・ブランチャード (2)                            | 2        | 1988年4月20日  |                                          |              |
| ミッドナイト・エクスプレス (ボビー・イートン (2) & スタン・レーン)               | 1        | 1988年9月10日  |                                          |              |
| ロード・ウォリアーズ (ロード・ウォリアー・アニマル & ロード・ウォリアー・ホーク) | 1        | 1988年10月29日 |                                          |              |
| バーシティ・クラブ (マイク・ロトンド & スティーブ・ウィリアムス)                 | 1        | 1989年4月20日  | Clash of the Champions Ⅵ: Rajin' Cajun   |              |
| ファビュラス・フリーバーズ (ジミー・ガービン & マイケル・ヘイズ)                 | 1        | 1989年6月14日  | Clash of the Champions Ⅶ: Guts and Glory | トーナメント |
| スタイナー・ブラザーズ (リック・スタイナー & スコット・スタイナー)               | 1        | 1989年11月1日  | World Championship Wrestling             |              |

### WCW時代
| レスラー | 戴冠回数 | 戴冠日付       | 番組                                  | 試合形式     |
| --- | -------- | -------------- | ------------------------------------- | ------------ |
| ドゥーム (ブッチ・リード & ロン・シモンズ)                                                                    | 1        | 1990年5月19日  | Capital Combat                        |              |
| ファビュラス・フリーバーズ (ジミー・ガ―ビン (2) & マイケル・ヘイズ (2))                                       | 2        | 1991年2月24日  | WrestleWar 1991                       |              |
| スタイナー・ブラザーズ (リック・スタイナー (2) & スコット・スタイナー (2))                                    | 2        | 1991年2月18日  | WCW Pro                               |              |
| エンフォーサーズ (アーン・アンダーソン (3) & ラリー・ズビスコ)                                                | 1        | 1991年9月5日   | Clash of the Champions ⅩⅥ: Fall Brawl | トーナメント |
| リッキー・スティムボート (7) & ダスティン・ローデス                                                           | 1        | 1991年11月19日 | Clash of the Champions XⅦ             |              |
| アーン・アンダーソン (4) & ボビー・イートン (3)                                                               | 1        | 1992年1月16日  |                                       |              |
| スタイナー・ブラザーズ (スコット・スタイナー (3) & リック・スタイナー (3))                                    | 3        | 1992年5月3日   |                                       |              |
| テリー・ゴディ & スティーブ・ウィリアムス (2)                                                                 | 1        | 1992年7月5日   |                                       |              |
| バリー・ウインダム (2) & ダスティン・ローデス (2)                                                             | 1        | 1992年9月21日  | Saturday Night                        |              |
| リッキー・スティムボート (8) & シェーン・ダグラス                                                             | 1        | 1992年11月18日 | Clash of the Champions ⅩⅩⅠ            |              |
| ハリウッド・ブロンズ（スティーブ・オースチン & ブライアン・ピルマン）                                         | 1        | 1993年3月2日   | WorldWide                             |              |
| アーン・アンダーソン (5) & ポール・ローマ                                                                     | 1        | 1993年8月18日  | Clash of the Champions ⅩⅩⅣ            |              |
| ナスティ・ボーイズ (ジェリー・サッグス & ブライアン・ノッブス)                                                | 1        | 1993年9月19日  | Fall Brawl 1993                       |              |
| マーカス・アレクサンダー・バグウェル & 2・コールド・スコーピオ                                                | 1        | 1993年10月4日  | Saturday Night                        |              |
| ナスティ・ボーイズ (ジェリー・サッグス (2) & ブライアン・ノッブス(2))                                         | 2        | 1993年10月24日 | Halloween Havoc 1993                  |              |
| カクタス・ジャック & ケビン・サリバン                                                                         | 1        | 1994年5月22日  | Slamboree 1994                        |              |
| プリティ・ワンダフル (ポール・ローマ (2) & ポール・オーンドーフ (2))                                          | 2        | 1994年7月17日  | Bash at the Beach 1994                |              |
| スターズ & ストライプス (マーカス・アレクサンダー・バグウェル (2) & パトリオット)                             | 1        | 1994年9月25日  | Main Event                            |              |
| プリティ・ワンダフル (ポール・ローマ (3) & ポール・オーンドーフ (3))                                          | 3        | 1994年10月23日 | Haloween Havoc 1994                   |              |
| スターズ & ストライプス (マーカス・アレクサンダー・バグウェル (3) & パトリオット (2))                         | 2        | 1994年11月26日 | Clash of the Champions XⅩⅨ            |              |
| ハーレム・ヒート (スティービー・レイ & ブッカー・T)                                                           | 1        | 1994年12月8日  | Saturday Night                        |              |
| ナスティ・ボーイズ (ジェリー・サッグス (3) & ブライアン・ノッブス (3))                                        | 3        | 1995年5月21日  | Slamboree 1995                        |              |
| ハーレム・ヒート (スティービー・レイ (2) & ブッカー・T (2))                                                   | 2        | 1995年6月24日  | WorldWide                             |              |
| ディック・スレーター & バンクハウス・バック                                                                   | 1        | 1995年7月21日  | Saturday Night                        |              |
| ハーレム・ヒート (スティービー・レイ (3) & ブッカー・T (3))                                                   | 3        | 1995年9月17日  | Fall Brawl 1995                       |              |
| アメリカン・メイルズ (マーカス・アレクサンダー・バグウェル (4) & スコッティ・リッグス)                        | 1        | 1995年9月18日  | Nitro                                 |              |
| ハーレム・ヒート (スティービー・レイ (4) & ブッカー・T (4))                                                   | 4        | 1995年9月27日  | Saturday Night                        |              |
| スティング & レックス・ルガー (2)                                                                             | 1        | 1996年1月22日  | Nitro                                 |              |
| ハーレム・ヒート （スティービー・レイ (5) & ブッカー・T (5)）                                                 | 5        | 1996年6月24日  | Nitro                                 |              |
| スタイナー・ブラザーズ （スコット・スタイナー (4) & リック・スタイナー (4)）                                  | 4        | 1997年7月24日  |                                       |              |
| ハーレム・ヒート （スティービー・レイ (6) & ブッカー・T (6)）                                                 | 6        | 1996年7月27日  |                                       |              |
| パブリック・エネミー （ロッコー・ロック & ジョニー・グランジ）                                                | 1        | 1996年9月23日  | Nitro                                 |              |
| ハーレム・ヒート （スティービー・レイ (7) & ブッカー・T (7)）                                                 | 7        | 1996年10月1日  | Saturday Night                        |              |
| ジ・アウトサイダーズ （ケビン・ナッシュ & スコット・ホール）                                                  | 1        | 1996年10月27日 | Halloween Havoc 1996                  |              |
| スタイナー・ブラザーズ （スコット・スタイナー (5) & リック・スタイナー (5)）                                  | 5        | 1997年1月25日  | Souled Out 1997                       |              |
| ジ・アウトサイダーズ （ケビン・ナッシュ (2) & スコット・ホール (2)）                                          | 2        | 1997年1月27日  | Nitro                                 |              |
| レックス・ルガー (3) & ザ・ジャイアント                                                                       | 1        | 1997年2月23日  | SuperBrawl 1997                       |              |
| ジ・アウトサイダーズ （ケビン・ナッシュ (3) & スコット・ホール (3)）                                          | 3        | 1997年2月24日  | Nitro                                 |              |
| スタイナー・ブラザーズ （スコット・スタイナー (6) & リック・スタイナー (6)）                                  | 6        | 1997年10月13日 | Nitro                                 |              |
| ジ・アウトサイダーズ （ケビン・ナッシュ (4) & スコット・ホール (4)）                                          | 4        | 1998年1月12日  | Nitro                                 |              |
| スタイナー・ブラザーズ （スコット・スタイナー (7) & リック・スタイナー (7)）                                  | 7        | 1998年2月9日   | Nitro                                 |              |
| ジ・アウトサイダーズ （ケビン・ナッシュ (5) & スコット・ホール (5)）                                          | 5        | 1998年2月22日  | SuperBrawl 1998                       |              |
| スティング (2) & ザ・ジャイアント (2)                                                                         | 1        | 1998年5月17日  | Slamboree 1998                        |              |
| スティング (3) & ケビン・ナッシュ (6)                                                                         | 1        | 1998年6月14日  | The Great American Bash 1998          |              |
| スコット・ホール (8) & ザ・ジャイアント (3)                                                                   | 1        | 1998年7月20日  | Nitro                                 |              |
| リック・スタイナー (8) & ケニー・カオス                                                                       | 1        | 1998年10月26日 | Nitro                                 |              |
| バリー・ウインダム (3) & カート・ヘニング                                                                     | 1        | 1999年2月21日  | SuperBrawl 1999                       |              |
| クリス・ベノワ & ディーン・マレンコ                                                                           | 1        | 1999年3月14日  | Uncensored 1999                       |              |
| レイ・ミステリオ・ジュニア & ビリー・キッドマン                                                               | 1        | 1999年3月29日  | Nitro                                 |              |
| レイヴェンズ・フロック （レイヴェン & ペリー・サターン）                                                      | 1        | 1999年5月9日   | Slamboree 1999                        |              |
| ジャージー・トライアッド （ダイヤモンド・ダラス・ペイジ (2) & バンバン・ビガロ & クリス・キャニオン）         | 1        | 1999年5月31日  | Nitro                                 |              |
| クリス・ベノワ (2) & ペリー・サターン (2)                                                                     | 1        | 1999年6月8日   | Thunder                               |              |
| ジャージー・トライアッド （ダイヤモンド・ダラス・ペイジ (3) & バンバン・ビガロ (2) & クリス・キャニオン (2)） | 2        | 1999年6月13日  | The Great American Bash 1999          |              |
| ハーレム・ヒート （スティービー・レイ (8) & ブッカー・T (8)）                                                 | 8        | 1999年8月14日  | Road Wild 1999                        |              |
| ウエスト・テキサス・レッドネックス （バリー・ウインダム (4) & ケンドール・ウインダム）                        | 1        | 1999年8月23日  | Nitro                                 |              |
| ハーレム・ヒート （スティービー・レイ (9) & ブッカー・T (9)）                                                 | 9        | 1999年9月12日  | Fall Brawl 1999                       |              |
| コナン & レイ・ミステリオ・ジュニア (2)                                                                       | 1        | 1999年10月18日 | Nitro                                 |              |
| ハーレム・ヒート （スティービー・レイ (10) & ブッカー・T (10)）                                               | 10       | 1999年10月24日 | Halloween Havoc 1999                  |              |
| コナン (2) & ビリー・キッドマン (2)                                                                           | 1        | 1999年10月25日 | Nitro                                 |              |
| クリエイティブ・コントロール （ジェラルド & パトリック）                                                      | 1        | 1999年11月22日 | Nitro                                 |              |
| ブレット・ハート & ゴールドバーグ                                                                             | 1        | 1999年12月7日  | Thunder                               |              |
| ジ・アウトサイダーズ （ケビン・ナッシュ (7) & スコット・ホール (7)）                                          | 6        | 1999年12月13日 | Nitro                                 |              |
| デビッド・フレアー & クロウバー                                                                               | 1        | 2000年1月3日   | Nitro                                 |              |
| ママルークス （ジョニー・ザ・ブル & ビッグ・ヴィトー）                                                        | 1        | 2000年1月18日  | Thunder                               |              |
| ハリス・ブラザーズ （ドン・ハリス (2) & ロン・ハリス (2)）                                                    | 2        | 2000年2月12日  |                                       |              |
| ママルークス （ジョニー・ザ・ブル (2) & ビッグ・ヴィトー (2)）                                                | 2        | 2000年2月13日  |                                       |              |
| ハリス・ブラザーズ （ドン・ハリス (3) & ロン・ハリス (3)）                                                    | 3        | 2000年3月19日  | Uncensored 2000                       |              |
| シェーン・ダグラス (2) & バフ・バグウェル (5)                                                                 | 1        | 2000年4月16日  | Spring Stampede 2000                  |              |
| クロニック （ブライアン・クラーク & ブライアン・アダムス）                                                    | 1        | 2000年5月15日  | Nitro                                 |              |
| パーフェクト・イベント （ショーン・スタージャック & チャック・パルンボ）                                      | 1        | 2000年5月30日  | Thunder                               |              |
| クロニック （ブライアン・クラーク (2) & ブライアン・アダムス (2)）                                            | 2        | 2000年7月9日   | Bash at the Beach 2000                |              |
| ダーク・カーニバル （バンピーロ & グレート・ムタ）                                                            | 1        | 2000年8月13日  | New Blood Rising 2000                 |              |
| フィルシー・アニマルズ （レイ・ミステリオ・ジュニア (3) & フベントゥ・ゲレーラ）                              | 1        | 2000年8月14日  | Nitro                                 |              |
| ナチュラル・ボーン・スリラーズ （ショーン・オヘア & マーク・ジンドラック）                                    | 1        | 2000年9月25日  | Nitro                                 |              |
| ミスフィッツ・イン・アクション （ルーテナント・ロコ & コーポラル・ケイジャン）                                | 1        | 2000年10月9日  | Nitro                                 |              |
| ナチュラル・ボーン・スリラーズ （ショーン・オヘア (2) & マーク・ジンドラック (2)）                            | 2        | 2000年10月9日  | Nitro                                 |              |
| アレックス・ライト & ジェネラル・レクション                                                                   | 1        | 2000年11月16日 | Millennium Final 2000                 |              |
| パーフェクト・イベント （ショーン・スタージャック (2) & チャック・パルンボ (2)）                              | 2        | 2000年11月20日 | Nitro                                 |              |
| ジ・インサイダーズ （ダイヤモンド・ダラス・ペイジ (3) & ケビン・ナッシュ (8)）                                | 1        | 2000年11月26日 | Mayhem 2000                           |              |
| パーフェクト・イベント （ショーン・ステイジャック (3) & チャック・パルンボ (3)）                              | 3        | 2000年12月4日  |                                       |              |
| ジ・インサイダーズ （ダイヤモンド・ダラス・ペイジ (4) & ケビン・ナッシュ (9)）                                | 2        | 2000年12月17日 | Starrcade 2000                        |              |
| ナチュラル・ボーン・スリラーズ （チャック・パルンボ (4) & ショーン・オヘア (3)）                              | 3        | 2001年1月14日  | Sin 2001                              |              |
| ※団体が消滅し、WWF管轄となる                                                                                  |          |                |                                       |              |

### WWF時代
| レスラー                                                               | 戴冠回数 | 戴冠日付       | 番組       | 試合形式 |
| ---------------------------------------------------------------------- | -------- | -------------- | ---------- | -------- |
| ブラザーズ・オブ・デストラクション (ケイン & ジ・アンダーテイカー)     | 1        | 2001年8月7日   | SmackDown! |          |
| ブッカー・T (11) & テスト                                              | 1        | 2001年9月27日  | SmackDown! |          |
| ハーディー・ボーイズ (ジェフ・ハーディー & マット・ハーディー)         | 1        | 2001年10月8日  | RAW        |          |
| ダッドリー・ボーイズ (ババ・レイ・ダッドリー & ディーボン・ダッドリー) | 1        | 2001年10月23日 | SmackDown! |          |
| ※WWF世界タッグチーム王座と統合                                         |          |                |            |          |